# Makima (Chainsaw Man)
Makima (japanska: マキマ, Makima) är en fiktiv karaktär från Tatsuki Fujimotos mangaserie Chainsaw Man. Hon är huvudantagonisten i mangans första del kallad ”Public Safety Saga”. Hon är vårdnadshavare för Denji, mangans protoganist. Hon lovar honom mat och husrum om han kommer under hennes vård och hotar att döda honom om han inte gör det. I del 1 är Makima ledare för avdelningen av allmän säkerhet samt ansvarig för dess division av djävulsjägare, samtidigt som hon manipulerar i hemlighet händelserna i serien och avslöjar mer av sin sanna natur allteftersom de utvecklas.
I animen görs hennes röst av Tomori Kusunoki på japanska och Suzie Yeung på engelska. Karaktären har hyllats av kritiker och fans för sin kombination av gåtfullhet och skräckelement med en blandning av mjuk femininitet och omvårdande fasad. Sedan mangaseriens debut har Makima blivit en av seriens mest ikoniska karaktärer samt en av dom mest populäraste skurkar inom manga/anime-mediet.

## Skapande och koncept
Enligt seriens skapare Tatsuki Fujimoto var Makima den första karaktären i Chainsaw Man som han hade en klar bild av ”både inifrån och utifrån”. Fujimoto ville ha en figur som representerade ’dominans’. Makima inspirerades av karaktären Benten från romanen The Eccentric Family och ärvde hennes natur som ett ”ofattbart väsen” som står över människor och döljer sin egen ”sorg”. Makimas namn är också en ordlek om seriens premiss gällande motorsågar som skärverktyg; om man ”skär” bort stavelsen ”ki” från hennes namn bildas ordet ’mama’, vilket speglar huvudpersonen Denjis strävan efter ”moderskap” då hans mor dog när han var väldigt ung.

### Rollsättning
Tomori Kusunoki gjorde rösten till Makima i den japanska originalversionen av animen. Innan hon fick rollen var Kusunoki ett stort fan av Makima i mangaversionen och bad till och med att få ett foto och ett altare av henne under sin audition. Kusunoki beundrade Makima för att hon var en vuxen som ”aldrig hade bråttom” och lämnade ”utrymme för allt”.
I den engelska versionen har Suzie Yeung lånat sin röst till karaktären. För att kunna leva in sig som Makima läste Yeung mangaserien efter att hon fick rollen. Yeung betonade hur Makima ”vet mycket mer än hon låter påskina” och att karaktärens motiv påverkade hennes prestation. Hon beskrev Makima som en ”mycket självständig karaktär” och förmedlade karaktärens komplexitet genom subtila förändringar i sin röst, och beskrev processen som en ”riktigt stor balansakt”.  och förklarade att Makima skulle använda dessa subtila förändringar i ton och känslor för att påverka andra till sin fördel.  Yeung beskrev sitt övergripande tillvägagångssätt som "mjukt" och "avväpnande" men med en "hotfull" underton, vilket kontrasterade Makimas "väldigt specifika" och hemliga motiv och avsikter med den lättförståeliga karaktären hos hennes andra roller. 

## Framträdanden
Makima är kontrolldjävulen, en varelse som föddes ur mänsklighetens rädsla för kontroll. Hon ser ut som en ung kvinna med gula ögon som har röda koncentriska cirklar. Hon har långt rött hår uppsatt i en enda fläta. Hon bär vanligtvis en uniform. Med detta utseende utger sig Makima för att vara en människa som har ingått avtal med en okänd djävul, snarare än att vara en djävul själv. Hon använder sin skrämmande men vänliga fasad för att dölja sin sanna natur som en manipulatör som framför allt önskar att kontrollera världen och befria den från saker som hon uppfattar som  ”ondska”. Under seriens gång visar Makima upp en rad superkrafter, bland annat att krossa andra människor genom handgester i en telekinetiskt ritual som involverar människooffer, samt använda råttor och kråkor för att spionera på fiender, att använda fingerpistolgesten för att skjuta måltavlor som med en riktig pistol, och framför allt kontrollera ens sinne (dock först efter att hennes sanna natur har avslöjats).
Makima dyker upp i slutet av det första kapitlet och det första avsnittet av Chainsaw Man, där hon erbjuder protoganisten Denji mat och husrum i utbyte mot hans lydnad och behandlar honom som en hund. Hon hotar att jaga honom som en djävul om han vägrar att lyda. Under seriens gång så blir Makima lite av en mentor för Denji och lockar honom med frestelsen av romantiska och sexuella relationer. Hon ger honom ett jobb hos hennes division av djävulsjägare och ordnar en ny familj åt honom att bo hos, som består av kollegorna Aki Hayakawa och Power. 
Medan Makimas moral och mål förblir oklara under större delen av serien, avslöjar hon sig själv så småningom som kontrolldjävulen. I ett försök att väcka den sanna Chainsaw Man till liv, som har tagit sin boning i Denjis hjärta i form av hans hundliknande följeslagare Pochita, dödar Makima de människor som är viktigast för Denji och förstör hans nya livsstil för att driva honom till förtvivlan. Trots hennes ansträngningar att kontrollera Chainsaw Man, lyckas Denji och Pochita besegra Makima genom att tillaga och äta hennes kropp som en akt av ”kärlek”, vilket får Kontrolldjävulen att reinkarneras till en ny varelse, Nayuta (japanska: ナユタ, Nayuta), som Denji tar under sitt beskydd. Senare kapitel avslöjar att Kontrolldjävulen är en av de fyra Apokalypsryttarna, tillsammans med Krigsdjävulen (Yoru), Hungersnödsdjävulen (Fami) och Dödsdjävulen.

## Mottagande och kulturellt inflytande

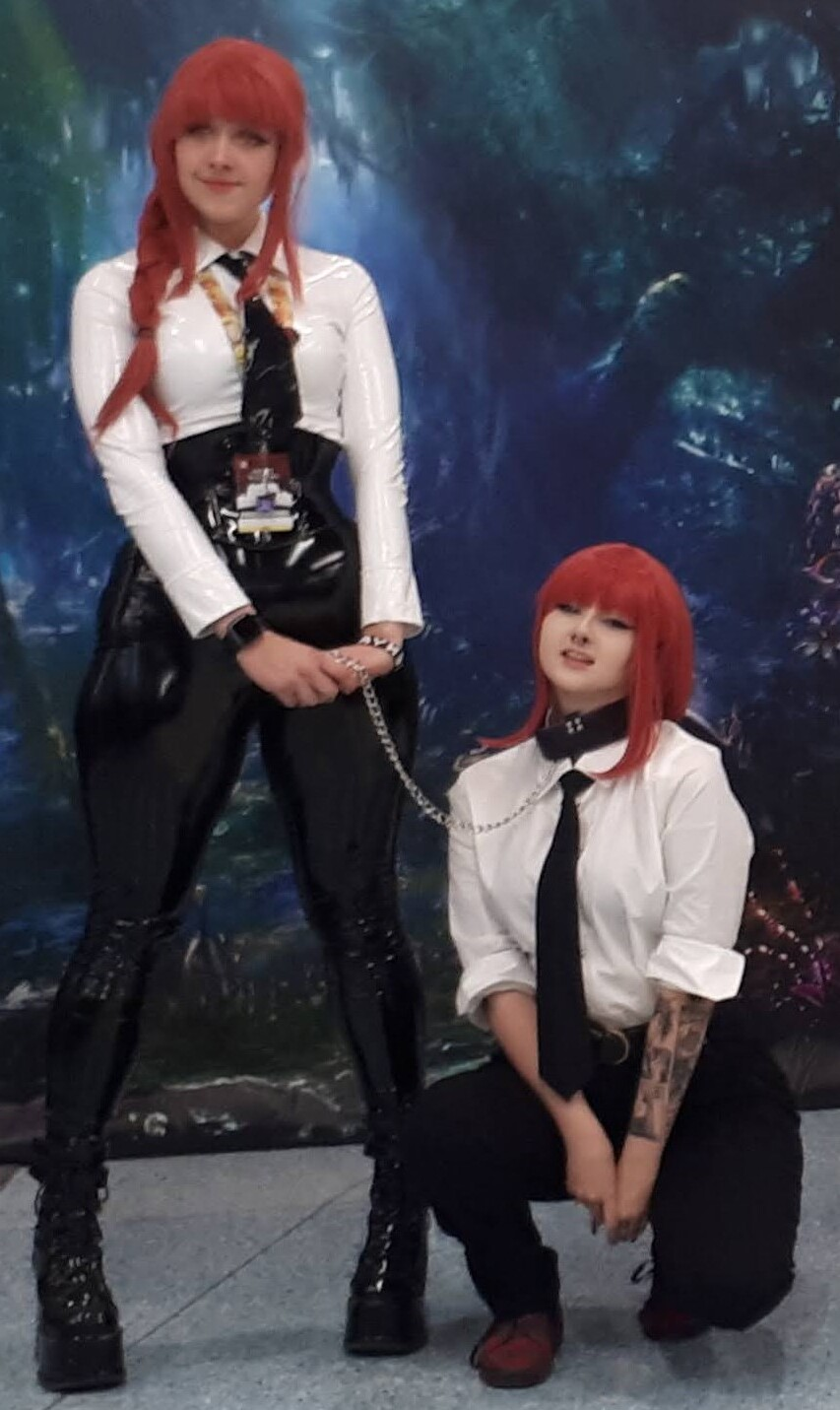
Makima förknippas ofta med koppel i cosplay- och fan art, för att representera hennes användning av kedjor som ett medel för tankekontroll samt hennes behandling av andra som hundar.

Makima har fått positivt mottagande av kritiker och fans. Louis Kemner uppmärksammade Makimas popularitet och konstaterade att ”hon må vara ett monster, men fansen älskar henne ändå”. Kemner jämförde Makimas ”själviska” mål och handlingar med de mer sympatiska motiv som andra karaktärer i serien har, och jämförde och kontrasterade hennes relation med Denji och med den mellan Satoru Gojo och Yuji Itadori i Jujutsu Kaisen, samt Jiraiya och Naruto Uzumaki i Naruto.  Skyler Allen uppmärksammade Makimas ”uppenbara vänlighet” mot Denji och kontrasterade den med Denjis andra interaktioner med folk i serien, och lyfte fram Denjis relation med Makima som ett ”verkligt intimt ögonblick” ur hans perspektiv, i motsats till de andra interaktionerna som var ”rent transaktionella”, trots den dramatiska ironin i att tittarna förstod Makimas illvilliga natur.
Rafael Motomayor berömde Makima som ”en av de bästa karaktärerna i en redan ganska fenomenal serie” och som en ”smart tolkning av den arketypiska kvinnliga anime-karaktären” som stack ut i mängden på grund av sin onda och manipulativa natur. Motomayor berömde särskilt en scen i avsnitt 9 av anime-serien där hon använder ritualistiska handgester och människooffer för att döda Vapendjävulens hantlangare som en av de mest ”skrämmande” scenerna i serien.  Swift jämförde Makimas krafter i samma scen med titelobjektet i Death Note, och ställde hennes "graciösa" handrörelser i kontrast till hennes offers "fruktansvärda" död. 
I en popularitetsenkät av mangaserien hamnade Makima på andra plats, strax efter karaktären Power.  I en annan behöll hon sin andraplats, denna gång efter Aki Hayakawa.   Vid den 8:e Crunchyroll Anime Awards nominerades två av Makimas internationella röstskådespelare i kategorin ”Bästa röstskådespelare”, nämligen Luísa Viotti (brasiliansk portugisiska) och Bernadetta Ponticelli (italienska). De förlorade dock mot Léo Rabelos röst till Satoru Gojo respektive Mosè Singhs Denji.  Makima medverkade i Goddess of Victory: Nikke som en del av ett Chainsaw Man-crossover-event med Power och Himeno, det första av många crossover-event som skulle arrangeras av spelet. Makima har har blivit en stor del av Chainsaw Man-merchandise, vilket inkluderar bland annat samlarfigurer och kläder. 